# Malthodes guttifer
Malthodes guttifer is een keversoort uit de familie soldaatjes (Cantharidae). De wetenschappelijke naam van de soort werd in 1979 gepubliceerd door Allen.